# 下諾夫哥羅德邊疆區

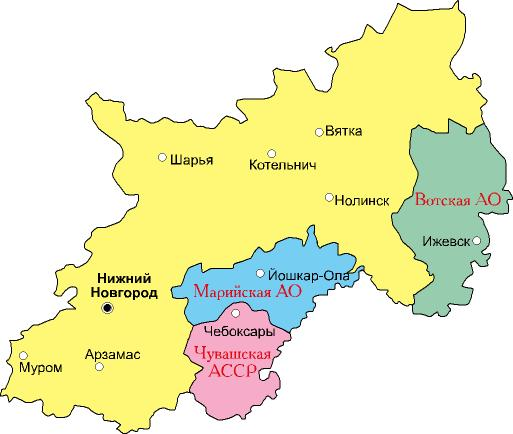
邊疆區範圍圖

下諾夫哥羅德邊疆區 （俄语：Нижегородский край）是蘇聯俄羅斯蘇維埃聯邦社會主義共和國歷史上的一個邊疆區，包括了原來的下諾夫哥羅德州、楚瓦什自治州、馬里埃爾自治州和沃特茨克自治州。首府下諾夫哥羅德，自治州以外下分七區。
1929年7月15日設立。1932年10月7日改稱高爾基邊疆區（俄语：Горьковский край），1934年12月7日析出一部份組成基洛夫邊疆區。1936年12月5日，分為高爾基州、楚瓦什自治共和國和馬里自治共和國。